# Тепке
Тепке (кирг. Тепке) — село в Ак-Суйском районе Иссык-Кульской области Кыргызстана. Административный центр Тепкенского аильного округа. Код СОАТЕ — 41702 205 844 01 0.

## Население
По данным переписи 2009 года, в селе проживало 1084 человека.